# Sphaerodactylus lineolatus
Espèce
Synonymes
- Sphaerodactylus casicolus Cope, 1862

Sphaerodactylus lineolatus est une espèce de geckos de la famille des Sphaerodactylidae.

## Répartition
Cette espèce se rencontre :
- dans l'Ouest de Panama ;
- dans le nord-ouest de la Colombie ;
- à Haïti dans le département du Nord.

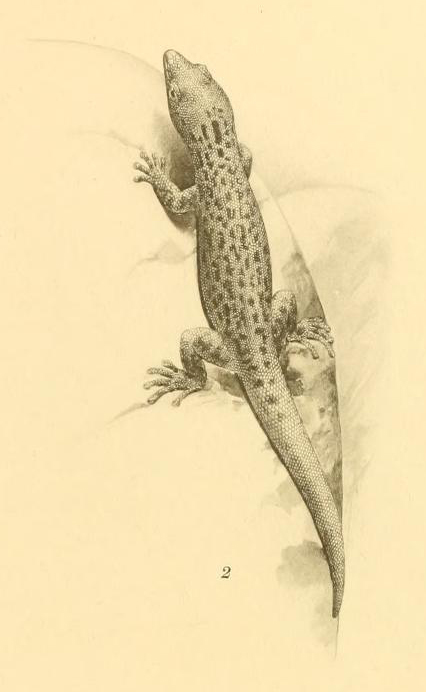

## Publication originale
- Lichtenstein & Von Martens, 1856 : Nomenclator reptilium et amphibiorum Musei Zoologici Berolinensis. Namenverzeichniss der in der zoologischen Sammlung der Königlichen Universität zu Berlin aufgestellten Arten von Reptilien und Amphibien nach ihren Ordnungen, Familien und Gattungen. Königliche Akademie der Wissenschaften, Berlin, p. 1-48 (texte intégral).